# Храброво (усадьба)
Храброво — усадьба в одноимённом селе Дмитровского района Московской области. Организована в последней трети XVIII века князем Н. П. Оболенским скупившим разрозненные окрестные владения. В 1770-х здесь были деревянные дом и церковь, парк и фруктовый сад. Его сын Алексей (ум. 1822) обновил усадьбу, отстроив дом и церковь в камне. С конца XIX века до 1917 Храброво принадлежало Лазаревым.
Одноэтажный кирпичный дом с деревянным мезонином построен между 1805 и 1811. Покровская церковь 1790-х годов принадлежит к типу «восьмерик на четверике» и завершена высоким сводом с отверстием для светового барабана, позже заложенным.